# Maurice Camara
Maurice Camara (ur. 17 września 1977) – piłkarz gwinejski grający na pozycji obrońcy.

## Kariera klubowa
W swojej karierze piłkarskiej Camara grał w klubach ASFAG, CA Bastia, Gazélec Ajaccio, SO Chambéry oraz Aix-Les-Bains FC.

## Kariera reprezentacyjna
W reprezentacji Gwinei Camara zadebiutował w 1996 roku. W 1998 roku został powołany do kadry Gwinei na Puchar Narodów Afryki 1998. Nie zagrał w nim w żadnym meczu.